# 深郷田駅
深郷田駅（ふこうだえき）は、青森県北津軽郡中泊町大字深郷田にある津軽鉄道津軽鉄道線の駅である。
一部の列車は当駅を通過する。

## 歴史
- 1932年（昭和7年）4月24日：開業。
- 1943年（昭和18年）4月1日：休止。
- 1955年（昭和30年）5月20日：復活開業。

## 駅構造
単式ホーム1面1線の地上駅。待合室を併設する無人駅である。

## 利用状況
| 1日乗降人員推移 | 1日乗降人員推移 |
| 年度            | 1日平均人数     |
| --------------- | --------------- |
| 2011年          | 28              |
| 2012年          | 25              |
| 2013年          | 23              |
| 2014年          | 20              |
| 2015年          | 20              |

## 駅周辺
- 青森県道103号津軽中里停車場線
- 青森県道197号神原中里線
- 国道339号
- 大沢内溜池

## 隣の駅
津軽鉄道
■津軽鉄道線（一部の列車は通過）
大沢内駅 - 深郷田駅 - 津軽中里駅